# Charles Dubois (Militär)
Charles Dubois (* 26. November 1890 in Anzin, Nord-Pas-de-Calais; † 29. Oktober 1968 in Bern) war eine Schweizer Militär.
Von 1923 bis 1925 besuchte Dubois die École supérieure de guerre in Paris. Ab 1923 war Dubois Offizier im Generalstab, und ab 1944 war er Oberstdivisionär. 1939 wurde er Stabschef der Schweizer Fliegertruppen und der Fliegerabwehr. Von 1940 bis 1955 war er als Unterstabschef für Rückwärtige Dienste im Schweizer Generalstab tätig. Vor 1936 und von 1950 bis 1960 war Dubois Chefs des schweizerischen Nachrichtendienstes.